# المطلة (ريف دمشق)
المطلة قرية سوريّة تتبع إداريّاً لمحافظة ريف دمشق منطقة مركز ريف دمشق ناحية الكسوة، بلغ تعداد سكانها 1,162 نسمة حسب التعداد السكاني لعام 2004.